# Shyril O'Steen
Shyril O'Steen   (Seattle, 5 d'octubre de 1960) és una ex-remadora estatunidenca que va competir durant la dècada de 1980.
El 1984 va prendre part en els Jocs Olímpics de Los Angeles, on guanyà la medalla d'or en la prova del vuit amb timoner del programa de rem. En el seu palmarès també destaquen dues medalles de plata i una de bronze al Campionat del món de rem.
Estudià a la Universitat de Washington i a la de Chicago, on es doctorà en ecologia i biologia evolutiva.